# Liolaemus koslowskyi
Liolaemus koslowskyi — вид ігуаноподібних ящірок родини Liolaemidae. Ендемік Аргентини.

## Поширення і екологія
Liolaemus koslowskyi мешкають в провінціях Ла-Ріоха і Катамарка на північному заході Аргентини. Вони живуть на сухих, кам'янистих схилах, місцями порослих чагарниками. Зустрічаються на висоті від 800 до 2450 м над рівнем моря. Живляться мурахами та іншими безхребетними, відкладають яйця.